# No Game No Life
No Game No Life (jap. ノーゲーム・ノーライフ, Nōgēmu Nōraifu, häufig abgekürzt zu NGNL oder Noge Nora) ist eine japanische Light-Novel-Reihe, die vom Brasilianer Yū Kamiya (Thiago Furukawa Lucas) geschrieben und illustriert wird. Die Light Novel wurde ebenso als Manga und Anime-Fernsehserie umgesetzt. Letztere wurde von Madhouse unter der Regie von Atsuko Ishizuka produziert und begann am 9. April 2014 mit der Ausstrahlung.
Die Geschichte folgt Sora und seiner jüngeren Stiefschwester Shiro, zwei Hikikomori, die ein ungeschlagenes Spielerduo bilden. Eines Tages werden sie vom Gott der Spiele zum Schach herausgefordert und siegen. Der Gott ruft sie in die Welt Disboard, die sich um Spiele dreht. In der Absicht, ihren Ruf als ungeschlagene Spieler zu verteidigen, planen Sora und Shiro, die sechzehn herrschenden Spezies zu erobern und den Gott der Spiele zu usurpieren.

## Handlung
Die Hikikomori-Geschwister Sora (空) und Shiro (白) leben abgeschieden in ihrer Wohnung und vermeiden es so weit wie möglich, diese zu verlassen. Obwohl sie isoliert scheinen, sind sie im Internet unter den Spielern eine bekannte Größe, die unter dem Namen Kūhaku (geschrieben als 『　　』, da die Schriftzeichen von Sora und Shiro zusammen das Wort 空白 ergeben, das Kūhaku gelesen wird und „Blank; Leerzeichen“ bedeutet) in jedem Spiel, welches sie spielen, an der Spitze der Rangliste stehen.
Eines Tages werden sie von einem mysteriösen Unbekannten zu einem Schachspiel herausgefordert, den Shiro jedoch schlagen kann. Daraufhin erhalten beide von ihm das Angebot, in einer anderen Welt wiedergeboren zu werden – Eine Welt namens Disboard, in der alles durch Spiele entschieden wird. Als sie das Angebot ungläubig akzeptieren, werden sie unerwartet tatsächlich in eine andere Welt transportiert, wo sie dem Gott Teto begegnen, der auch ihr vorheriger Kontrahent gewesen war, und der ihnen grob die Welt, deren Zusammenhänge und Regeln erklärt.

### Die Welt
In Disboard (盤上の世界, wörtlich: „Welt über dem Spielbrett“) leben 16 verschiedene Rassen, die zusammen als Exceed (十六種族) bezeichnet werden, wobei jede der Rassen eine Figur in einem Schachspiel repräsentiert. Sollte eine Rasse jemals ihr Rassenabzeichen in einem Spiel verlieren, dann würde sie nicht mehr im Schutze der zehn von Teto aufgestellten Gebote dieser Welt stehen und könnte beispielsweise von einer anderen Rasse versklavt oder vernichtet werden.

#### Die zehn Gebote
1. Jeglicher Mord und Körperverletzung, Krieg und Plünderung sind in dieser Welt verboten.
2. Jeder Konflikt wird durch einen Wettkampf in Form eines Spiels entschieden.
3. In einem Spiel wird mit einem von beiden Seiten als gleichwertig beurteilten Einsatz gespielt.
4. Solange sie nicht gegen „Drittens“ verstoßen, sind Inhalt des Spiels und Einsatz völlig frei wählbar.
5. Der Geforderte hat das Recht, den Inhalt des Spiels zu bestimmen.
6. Einsätze, die durch „Ich schwöre auf die Gebote“ geleistet wurden, müssen eingelöst werden.
7. Bei Konflikten zwischen Gruppen werden mit einer Vollmacht ausgestattete Repräsentanten aufgestellt.
8. Während des Spiels beim Schummeln erwischt zu werden, bedeutet sofortige Niederlage.
9. Hiermit werden diese Regeln im Namen Gottes als absolut und unabänderlich erklärt.
10. Lasst uns alle fröhlich miteinander spielen!

#### Die Rassen
Die 16 Rassen der Welt sind nach ihrer Affinität für Magie geordnet, wobei die Old Deus (Götter) über die größten magischen Kräfte verfügt und die Imanity keinerlei magische Fähigkeiten besitzt. Letztere stellen dabei die menschliche Rasse dar, der Sora und Shiro angehören.
1. Old Deus (神霊種, Ōrudo Deusu)
2. Phantasma (幻想種, Fantazuma)
3. Elemental (精霊種, Erementaru)
4. Dragonia (龍精種, Doragonia)
5. Gigant (巨人種, Giganto)
6. Flügel (天翼種, Furyūgeru)
7. Elf (森精種, Erufu)
8. Dwarf (地精種, Dowāfu)
9. Fairy (妖精種, Fearī)
10. Ex Machina (機凱種, Ekusu Makina)
11. Demonia (妖魔種, Demonia)
12. Dhampir (吸血種, Dampīru)
13. Lunamana (月詠種, Runamana)
14. Werebeast (獣人種, Wābīsuto)
15. Seiren (海棲種, Sērēn)
16. Imanity (人類種, Imaniti)

## Veröffentlichung
Die Light Novel No Game No Life wird von Yū Kamiya geschrieben, der zudem auch selbst die Illustrationen zeichnet. Die Reihe wird seit April 2012 bei Media Factory im Imprint MF Bunko J veröffentlicht, wobei bisher (Stand: November 2021) 12 Bände erschienen:
| #       | Untertitel                                                   | Japanisch                                                         | VÖ-Datum      | ISBN                   |
| ------- | ------------------------------------------------------------ | ----------------------------------------------------------------- | ------------- | ---------------------- |
| 1       | Gamer Kyōdai ga Fantasy Sekai o Seifuku suru sō desu         | ゲーマー兄妹がファンタジー世界を征服するそうです                  | 25. Apr. 2012 | ISBN 978-4-8401-4546-6 |
| 2       | Gamer Kyōdai ga Kemomimikko no Kuni ni Me o Tsuketa yō desu  | ゲーマー兄妹が獣耳っ子の国に目をつけたようです                    | 25. Sep. 2012 | ISBN 978-4-8401-4819-1 |
| 3       | Gamer Kyōdai no Kataware ga Kieta yō desu ga……?              | ゲーマー兄妹の片割れが消えたようですが……?                         | 25. Jan. 2013 | ISBN 978-4-8401-4958-7 |
| 4       | Gamer Kyōdai wa Real Ren’ai Game kara Nigedashi mashita      | ゲーマー兄妹はリアル恋愛ゲームから逃げ出しました                  | 25. Juni 2013 | ISBN 978-4-8401-5185-6 |
| 5       | Gamer Kyōdai wa Tsuyokute New Game ga Okirai na yō desu      | ゲーマー兄妹は強くてニューゲームがお嫌いなようです                | 25. Nov. 2013 | ISBN 978-4-04-066080-6 |
| 6       | Gamer Fuka wa Sekai ni Idonda sō desu                        | ゲーマー夫嫁は世界に挑んだそうです                                | 25. Apr. 2014 | ISBN 978-4-04-066382-1 |
| 7       | Gamer Kyōdai-tachi wa Jōseki o Kutsugaesu sō desu            | ゲーマー兄妹たちは定石を覆すそうです                              | 24. Juli 2015 | ISBN 978-4-04-067494-0 |
| 8       | Gamer-tachi wa Fuseki o Tsuide Iku sō desu                   | ゲーマーたちは布石を継いでいくそうです                            | 25. Dez. 2015 | ISBN 978-4-04-067952-5 |
| 9       | Gamer Kyōdai wa Ichi Turn Yasumu sō desu                     | ゲーマー兄妹は一ターン休むそうです                                | 25. Aug. 2016 | ISBN 978-4-04-068457-4 |
| 10      | Gamer Kyōdai wa Kako o Harawasa reru yōdesu                  | ゲーマー兄妹は過去を払わされるようです                            | 25. Jan. 2018 | ISBN 978-4-04-069336-1 |
| 11      | Gamer Kyōdai-tachi wa kappuru ni naranakya de rarenai sōdesu | ゲーマー兄妹たちはカップルにならなきゃ出られないそうです          | 25. Nov. 2021 | ISBN 978-4-04-065382-2 |
| 12      | Gēmā Kyōdai-tachi wa 『maō』 ni idomu yōdesu                 | ノーゲーム・ノーライフ12 ゲーマー兄妹たちは『魔王』に挑むようです | 25. Feb. 2023 | ISBN 978-4-046-82039-6 |
| Special | Practical War Game                                           | プラクティカルウォーゲーム                                        | 23. Dez. 2016 | ISBN 978-4-04-068767-4 |

## Adaptionen

### Manga
Eine von Kamiyas Ehefrau, Mashiro Hiiragi, gezeichnete Manga-Adaption erscheint seit Ausgabe 3/2013 (27. Januar 2013) in Media Factorys Manga-Magazin Comic Alive. Bisher wurden die Kapitel in einem Sammelband (Tankōbon) zusammengefasst.
Seven Seas Entertainment lizenzierte den Manga Ende März 2014 vor Ausstrahlung des Anime für Nordamerika und veröffentlicht ihn seit Oktober 2014. Bisher (Stand: Juni 2021) sind zwei Bände erschienen.
| # | Titel            | Japanisch               | VÖ-Datum      | ISBN                     |
| - | ---------------- | ----------------------- | ------------- | ------------------------ |
| 1 | Nōgēmu Nōraifu 1 | ノーゲーム・ノーライフ1 | 22. Nov. 2013 | ISBN 978-4-04-066114-8.  |
| 2 | Nōgēmu Nōraifu 2 | ノーゲーム・ノーライフ2 | 24. Feb. 2018 | ISBN 978-4-04-069-582-2. |

Ein Spin-Off Manga mit dem Titel, No Game No Life Desu!, erschien von Januar 2016 bis Januar 2018 in Japan. Yen Press lizenzierte den Spin-Off Manga Ende Oktober 2016 für den englischen Markt und publizierte ihn unter dem Titel No Game No Life, Please!. Er handelt vom Alltagsleben des Werebeastmädchens Izuna Hatsuse.
| # | Titel                   | Japanisch                       | VÖ-Datum      | ISBN                    |
| - | ----------------------- | ------------------------------- | ------------- | ----------------------- |
| 1 | Nōgēmu Nōraifu, desu! 1 | ノーゲーム・ノーライフ、です! 1 | 23. Jan. 2016 | ISBN 978-4-04-067878-8. |
| 2 | Nōgēmu Nōraifu, desu! 2 | ノーゲーム・ノーライフ、です! 2 | 23. Aug. 2016 | ISBN 978-4-04-068525-0. |
| 3 | Nōgēmu Nōraifu, desu! 3 | ノーゲーム・ノーライフ、です! 3 | 22. Apr. 2017 | ISBN 978-4-04-069165-7. |
| 4 | Nōgēmu Nōraifu, desu! 4 | ノーゲーム・ノーライフ、です! 4 | 23. Jan. 2018 | ISBN 978-4-04-069535-8. |

### Anime
Studio Madhouse adaptierte die ersten drei Bände der Romanreihe als Anime-Fernsehserie unter der Regie von Atsuko Ishizuka und der Animationsleitung und dem Character Design von Kōji Ōdate. Die Erstausstrahlung der 12 Folgen erfolgte vom 9. April bis 25. Juni 2014 auf AT-X, sowie binnen der jeweils folgenden sechs Stunden auch auf Tokyo MX, Sun TV, KBS Kyōto und TV Aichi.
Eine englisch untertitelte Fassung wird auf Crunchyroll als Simulcast für Nord- und Südamerika, dem Vereinigten Königreich, Irland, Australien, Neuseeland und Südafrika gestreamt. Eine Veröffentlichung auf DVD/Blu-ray für Nordamerika lizenzierte Sentai Filmworks.
Am 2. August 2015 gab der Publisher KSM bekannt, dass sie die Lizenz der Serie erworben haben. Die Veröffentlichung auf DVD und Blu-ray als limitierte Fassung samt Soundtrack erschien am 15. Februar 2016.
Am 15. Juli 2017 kam in Japan der Film No Game No Life Zero in die Kinos, der auf dem 6. Band der Light Novel basiert. Am 6. August 2017 gab der Publisher KSM bekannt, dass sie nach der Serie nun auch die Lizenz des Films erworben haben. Der Film wurde am 7. und 10. Juni 2018 in synchronisierter Fassung in ausgewählten deutschen Kinos gezeigt.

#### Synchronsprecher
| Rolle          | japanischer Sprecher (Seiyū) | deutscher Sprecher   |
| -------------- | ---------------------------- | -------------------- |
| Sora           | Yoshitsugu Matsuoka          | Björn Schalla        |
| Shiro          | Ai Kayano                    | Paulina Rümmelein    |
| Teto           | Rie Kugimiya                 | Patricia Strasburger |
| Stephanie Dora | Yōko Hikasa                  | Winnie Brandes       |
| Chlammy Zell   | Yuka Iguchi                  | Corinna Dorenkamp    |
| Jibril         | Yukari Tamura                | Milena Karas         |
| Fiel Nirvalen  | Mamiko Noto                  | Ela Paul             |
| Izuna Hatsuse  | Miyuki Sawashiro             | Céline Vogt          |
| Ino Hatsuse    | Makoto Terada                | Wolfram Fuchs        |

#### Musik
Der Soundtrack zur Serie stammt von Super Sweep, d. h. den Computerspielemusik-Komponisten Shinji Hosoe, Ayako Saso, Takahiro Eguchi und Fumihisa Tanaka.
Als Vorspanntitel wird This Game verwendet, getextet von Yūki Misao, komponiert von Mitsuru Wakabayashi und gesungen von Konomi Suzuki. Im Abspann kommt Oración (オラシオン, Orashon) getextet und komponiert von Nazca und gesungen von Ai Kayano zum Einsatz.